# Lapanouse
Lapanouse – miejscowość i dawna gmina we Francji, w regionie Oksytania, w departamencie Aveyron. W dniu 1 stycznia 2016 roku z połączenia pięciu ówczesnych gmin – Buzeins, Lapanouse, Lavernhe, Recoules-Prévinquières oraz Sévérac-le-Château – powstała nowa gmina Sévérac d’Aveyron. W 2013 roku populacja Lapanouse wynosiła 823 mieszkańców. Przez miejscowość przepływa rzeka Aveyron.

## Zabytki
Zabytki w miejscowości posiadające status monument historique:
- zamek Loupiac (fr. château de Loupiac) w Lapanouse
- kościół Matki Boskiej Wniebowziętej (fr. Église Notre-Dame-de-l’Assomption) w Lapanouse